# Машал
Футбольний клуб Машал (Мубарек) або просто «Машал» (узб. Mash'al) — узбецький професіональний футбольний клуб з міста Мубарек.

## Історія
Клуб було засновано в 1982 році. Спочатку клуб грав у чемпіонаті області, а пізніше — в чемпіонаті Узбецької РСР. Починаючи з 1993 року клуб виступав у Першій лізі Чемпіонату Узбекистану і два роки по тому, після сезону 1994 року, завоював право виступати в Вищій лізі. В сезоні 2006 року Машал фінішував на другому місці, дозволивши випередити себе лише Пахтакору, цей результат є найкращим досягненням клубу в історії. В березні 2006 року Машал дебютував у Лізі чемпіонів АФК, але припинив боротьбу вже на груповому етапі. Того ж року клуб досяг фіналу Кубку Узбекистану, але у фіналі поступився Пахтакору з рахунком 0:2.
Після 11 сезонів у вищому дивізіоні Чемпіонату Узбекистану з футболу, в 2012 році клуб посів 13-те місце у Вищій лізі та вилетів до Першої ліги. Рік по тому, у 2013 році, з новим головним тренером Олександром Хомяковим клуб повернувся до елітного дивізіону національного чемпіонату.

## Досягнення
- Чемпіонат Узбекистану
  -  Срібний призер (1): 2005
  -  Бронзовий призер (1): 2007

- Кубок Узбекистану
  -  Фіналіст (1): 2006

- Перша ліга Чемпіонату Узбекистану
  -  Чемпіон (1): 2013

## Статистика виступів у чемпіонаті
| Рік  | Див.   | Міс.  | Найкращий бомбардир (чемп.)        |
| 1993 | 1-ша Л | 6-те  |                                    |
| 1994 | 1-ша Л | 1st   |                                    |
| 1995 | УзЧ    | 14-те |                                    |
| 1996 | УзЧ    | 14-те |                                    |
| 1997 | 1-ша Л | 6-те  |                                    |
| 1998 | 1-ша Л | 7-ме  |                                    |
| 1999 | 1-ша Л | 5-те  |                                    |
| 2000 | 1-ша Л | 2-ге  | Бахтіяр Давлатов- 36               |
| 2001 | 1-ша Л | 2-ге  | Абдувосіт Азізов- 21               |
| 2002 | УзЧ    | 8-ме  |                                    |
| 2003 | УзЧ    | 6-те  |                                    |
| 2004 | УзЧ    | 10-те | Ясур Бабаєв- 7 Бахтіяр Давлатов- 7 |

| Рік  | Див.   | Міс.  | Найкращий бомбардир (чемп.)          |
| 2005 | УзЧ    | 2-ге  | Шухрат Милхордішоєв- 20              |
| 2006 | УзЧ    | 4-те  | Рустам Кодіров- 11                   |
| 2007 | УзЧ    | 3-тє  | Віктор Клішин- 14 Рустам Кодіров- 14 |
| 2008 | УзЧ    | 4-те  | Рустам Кодіров- 8                    |
| 2009 | УзЧ    | 13-те |                                      |
| 2010 | УзЧ    | 5-те  |                                      |
| 2011 | УзЧ    | 5-те  | Зафар Холмуродов- 9                  |
| 2012 | УзЧ    | 13-те | Самандар Шодмонов- 6                 |
| 2013 | 1-ша Л | 1st   | Зохір Кузибоєв- 20                   |
| 2014 | УзЧ    | 5-те  | Зохір Кузибоєв- 14                   |
| 2015 | УзЧ    | 7-ме  | Зафар Тураєв- 7                      |

## Персонал

### Тренерський штаб
| Посада                       | Ім'я                 |
| ---------------------------- | -------------------- |
| Головний тренер              | Alexander Khomyakov  |
| Тренер з фізичної підготовки | Ільнур Сібагатулін   |
| Тренер                       | Іхтиюр Карімов       |
| Адміністратор                | Азат Рахімов         |
| Прес-секретар                | Сарвар Махмадмурадов |
| Лікар                        | Аброр Піррієв        |
| Масажист                     | Віктор Солієв        |
| Тренер воротарів             | Денис Іванков        |
| Тренер резервної команди     | Вали Келдієв         |

### Керівництво клубу
| Посада                                  | Ім'я                |
| --------------------------------------- | ------------------- |
| Президент                               | Шермат Шамсієв      |
| Генеральний директор                    | Енвер Альядінов     |
| Виконавчий директор                     | Абдуджаміль Аралов  |
| Технічний директор                      | Салім Ешмухамедов   |
| Директор структури клубу                | Ходжамурод Казаков  |
| Фінансовий директор                     | Ісмігул Самархонова |
| Головний бухгалтер                      | Бахтіяр Кудіров     |
| Директор з виробництва спортивної форми | Ульяна Музаффарова  |
| Бухгалтер                               | Гузал Ісмаїлова     |
| Головний постачальник                   | Лола Ільясова       |

## Виступи в континентальних турнірах під егідою КАФ
- Ліга чемпіонів АФК: 1 виступ

2006: Груповий етап

## Тренери
| Період    | Роки                |
| --------- | ------------------- |
| 1993      | Володимир Над'ярний |
| 1994—1995 | Борис Серостанов    |
| 1996      | Віталій Дорофеєв    |
| 1997—1998 | Алішер Юмангулов    |
| 1999      | Володимир Любушин   |
| 2000—2001 | Баходир Давлатов    |
| 2002      | Бахтіяр Бабаєв      |
| 2003      | Віталій Іванов      |
| 2004      | Баходир Давлатов    |
| 2005—2006 | Віктор Джалілов     |
| 2006—2008 | Віктор Кумиков      |
| 2009      | Геннадій Кочнєв     |
| 2009—2010 | Баходир Давлатов    |
| 2010—2012 | Володимир Фомичов   |
| 2013—досі | Олександр Хомяков   |

## Відомі гравці
- Асрор Алікулов
- Азіз Ібрагімов
- Хайрулла Карімов
- Тоні Ліндберг
- Олександр Шадрин
- Мірджалол Касимов
- Алік Хайдаров